# 中国石油化工
中国石油化工股份有限公司（ちゅうごくせきゆかこう、略称：中国石化、英語名：China Petroleum and Chemical Corporation、Sinopec、シノペック）は、中華人民共和国最大規模の石油会社・石油化学工業会社。

## 概要
2000年2月25日、国有企業である中国石油化工集団公司から現業部門を引き継いで発足した民間企業である。2000年に香港、上海、ロンドン、ニューヨーク（ティッカーシンボル:SNP）の各証券取引所に上場している。中国石油天然気股份有限公司、中国海洋石油有限公司とならぶ、中国国内の三大石油会社の一つ。
その事業は、石油・天然ガスの探査・採掘、精製、運輸、販売、および石油化学製品、化学繊維、化学肥料などの製造・販売など、石油事業の川上から川下に及んでいる。また石油・ガスの備蓄とパイプライン輸送、石油と石油化学製品の輸出入事業も行っている。石油化学製品の生産では中国一位、原油生産では中国二位である。
国営の石油化学工場群がもととなっているが、各工場の規模が小さく、生産の非効率や競争の激化が懸念されていた。このため、各工場を巨大企業へと集約し世界的な競争に勝つ石油事業会社とするため1998年に誕生したのが中国石油化工集団公司（シノペック）、および中国石油天然気集団公司（CNPC）であった。

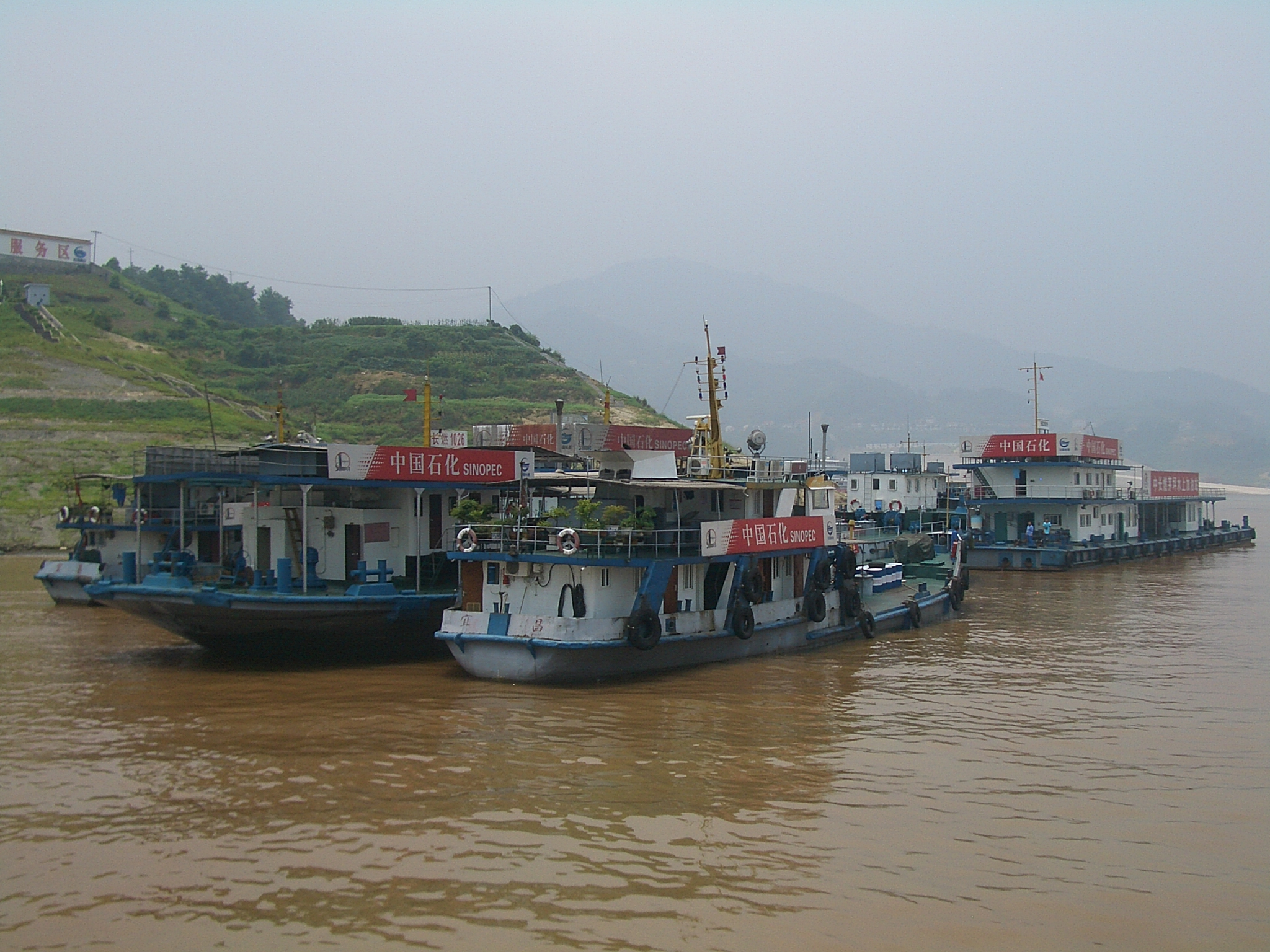
長江の水上給油所

中国石油化工は、中国国内のガソリンスタンド事業や石油卸売・小売事業で、中国石油天然気集団公司傘下の中国石油天然気、および川上から川下への進出を進める中国海洋石油総公司傘下の中国海洋石油と激しい競争を繰り広げている。また中国のWTO加盟に伴い、2006年末までには国内市場の自由化が行われ海外のメジャーなども進出するため、更なる競争激化が予想される。

## 宣伝活動
- 2011年から国際陸上競技連盟（IAAF）の公式パートナー。
- 2004年より2008年までF1中国グランプリの冠スポンサーになっていた。
- 2008年開催の北京オリンピックのローカルスポンサー（公式パートナー）となっていた。

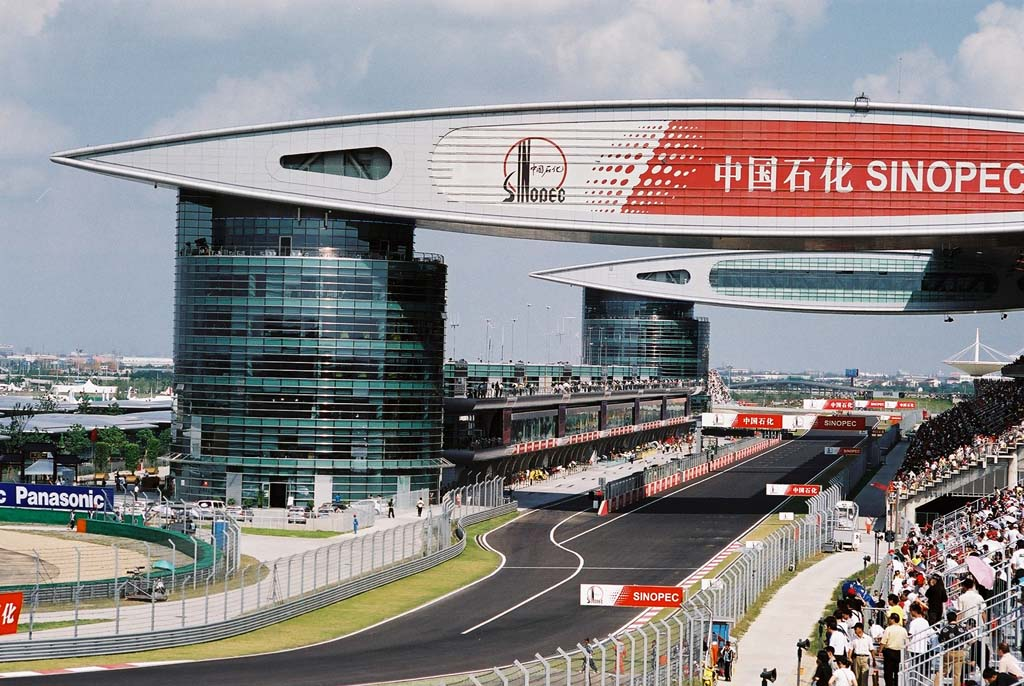
F1中国グランプリの上海インターナショナルサーキット